# Ilçe

İlçe della Turchia (Situazione al 2013)

İlçe (Diminutivo di İl) è un'unità amministrativa della Repubblica di Turchia e della Repubblica Turca di Cipro del Nord. In Italiano, il termine è spesso tradotto come 'distretto', e ciò corrisponde in gran parte alla struttura e alla conformazione specifica dell'area. L'İlçe è sempre stato un distretto amministrativo statale privo di un'organizzazione municipale con compiti sovrani esclusivamente statali. Prima della formazione dei Büyükşehir Belediyeleri (comuni metropolitani), è anche successo che nelle metropoli di Istanbul e Ankara si trovassero anche in queste città per le singole parti della stessa İlçe.
Un İlçe era formato originariamente (come dice la costituzione turca del 1921 negli art. 15-21) da diversi Köy (villaggi), che erano riuniti in diversi Bucak (denominazione all'epoca: Nahiye) e piccole città (Kasaba), le quali erano pure organizzate legalmente come Bucak o Nahiye. I Bucak furono successivamente dissolti. Dal Codice Municipale del 1930 si cominciò a organizzare i villaggi più popolati come comuni (Belediye).
Alla fondazione della repubblica i primi 580 İlçe, allora chiamati Kaza, derivarono dai distretti amministrativi dell'Impero ottomano aventi lo stesso nome, i quali a loro volta avevano preso il nome dagli ex distretti giudiziari dei Kadı. Nel 2007, c'erano 923 İlçe.
Un İlçe è amministrato da un Kaymakam nominato dal governo centrale e che riferisce al Vali (governatore provinciale) della provincia da cui dipende (İl). Per l'İlçe a volte viene usato il vecchio nome Kaymakamlık, che per inciso denota anche la funzione e l'ufficio di un Kaymakam.
In 30 delle 81 province della Turchia, un Büyükşehir Belediyesi (Comune metropolitano) rappresenta il livello amministrativo comunale della provincia. la quale è divisa in diversi İlçe, i quali a loro volta corrispondono territorialmente a un solo Belediye. La provincia (İl) sotto la direzione del Vali e l'İlçe sotto la direzione del Kaymakam rappresentano l'amministrazione statale all'interno dei confini provinciali, mentre l'amministrazione municipale del Büyükşehir Belediyesi viene rappresentata sotto la direzione del Büyükşehir Belediye Başkanı (Sindaco) e dei Belediye che formano questi sotto la guida del rispettivo Belediye Başkanı (sindaco).
Nelle rimanenti province (İl) c'è almeno un distretto, chiamato Merkez (centro), il quale è direttamente subordinato al Vali. Il territorio rimanente è diviso in İlçe. Ci sono almeno una comunità e villaggi nell'area di un İlçe e di un distretto del Vali. Il comune, che è il centro dell'İlçe, ha una posizione di rilievo ed è spesso chiamato İlçe stessa. Per le altre comunità nell'İlçe viene utilizzato il nome Belde.
La Repubblica turca di Cipro del Nord è divisa in cinque distretti amministrativi (İlçe): distretto di Lefkoşa (Lefkoşa ilçesi), distretto di Famagosta (Gazimağusa ilçesi), distretto di Girne (Girne ilçesi), distretto di Güzelyurt (Güzelyurt ilçesi), distretto di İskele (İskele ilçesi).

## Fonti
- Klaus Kreiser: Kleines Türkei-Lexikon. Beck’sche Reihe, Monaco 1992, S. 85 ISBN 3-406-33184-X